# Giuseppe Greatti
Giuseppe Greatti (Pasian Schiavonesco, 3 gennaio 1758 – San Vito al Tagliamento, 27 febbraio 1812) è stato un abate, politico e poeta italiano.

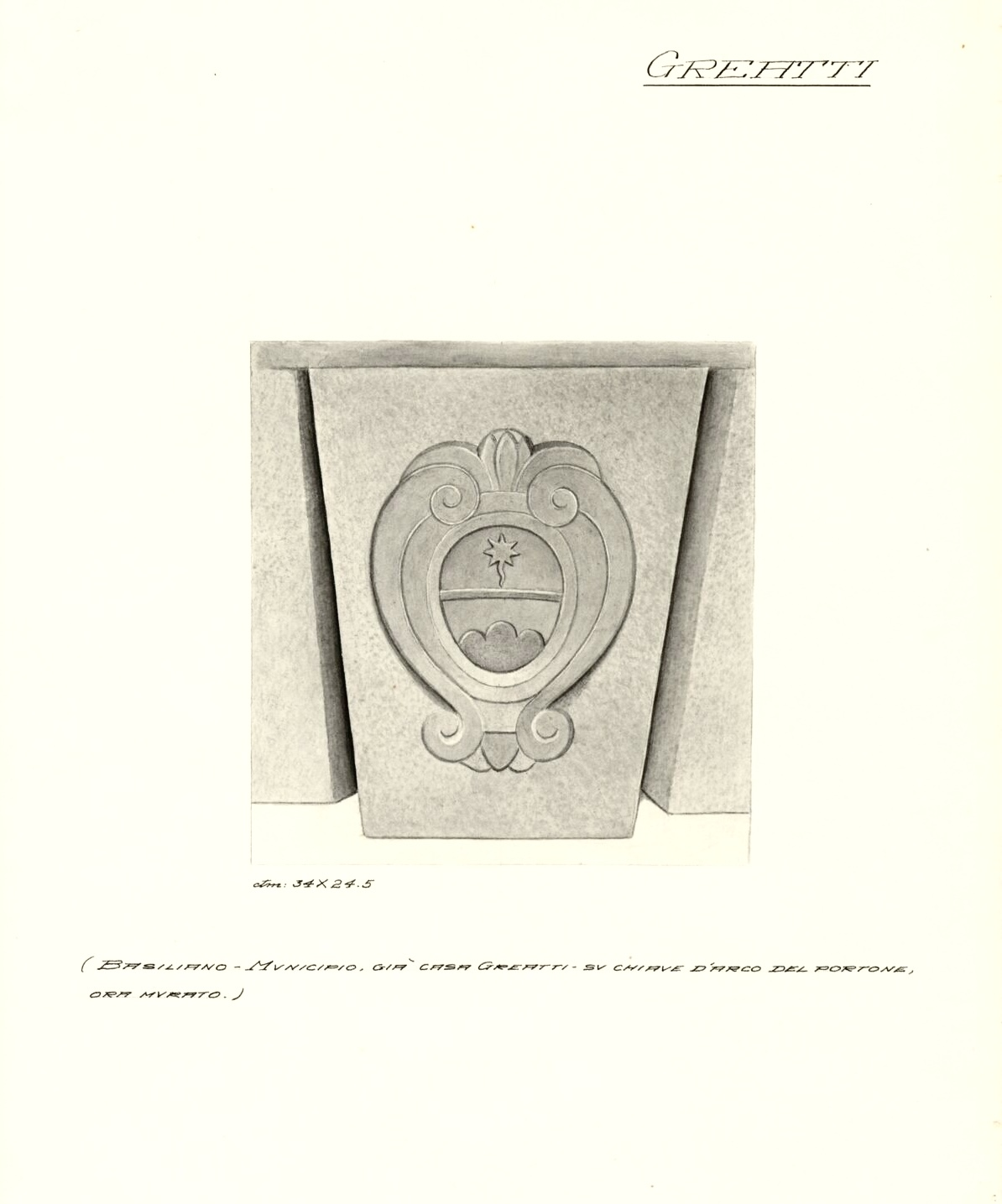
Stemma della famiglia Greatti

Noto per la sua produzione letteraria e le sue attività accademiche e politiche, fu protagonista durante la caduta della repubblica di Venezia e le prime fasi del periodo napoleonico nelle ex terre venete, arrivando a ricoprire i ruoli di presidente della municipalità di Padova nel 1797 e successivamente di commissario organizzatore del governo centrale del Friuli nel novembre 1805,  periodo che segnò anche il suo ingresso nella massoneria e la sua preconizzazione ad arciprete di Codroipo

## Biografia

### Origini e formazione

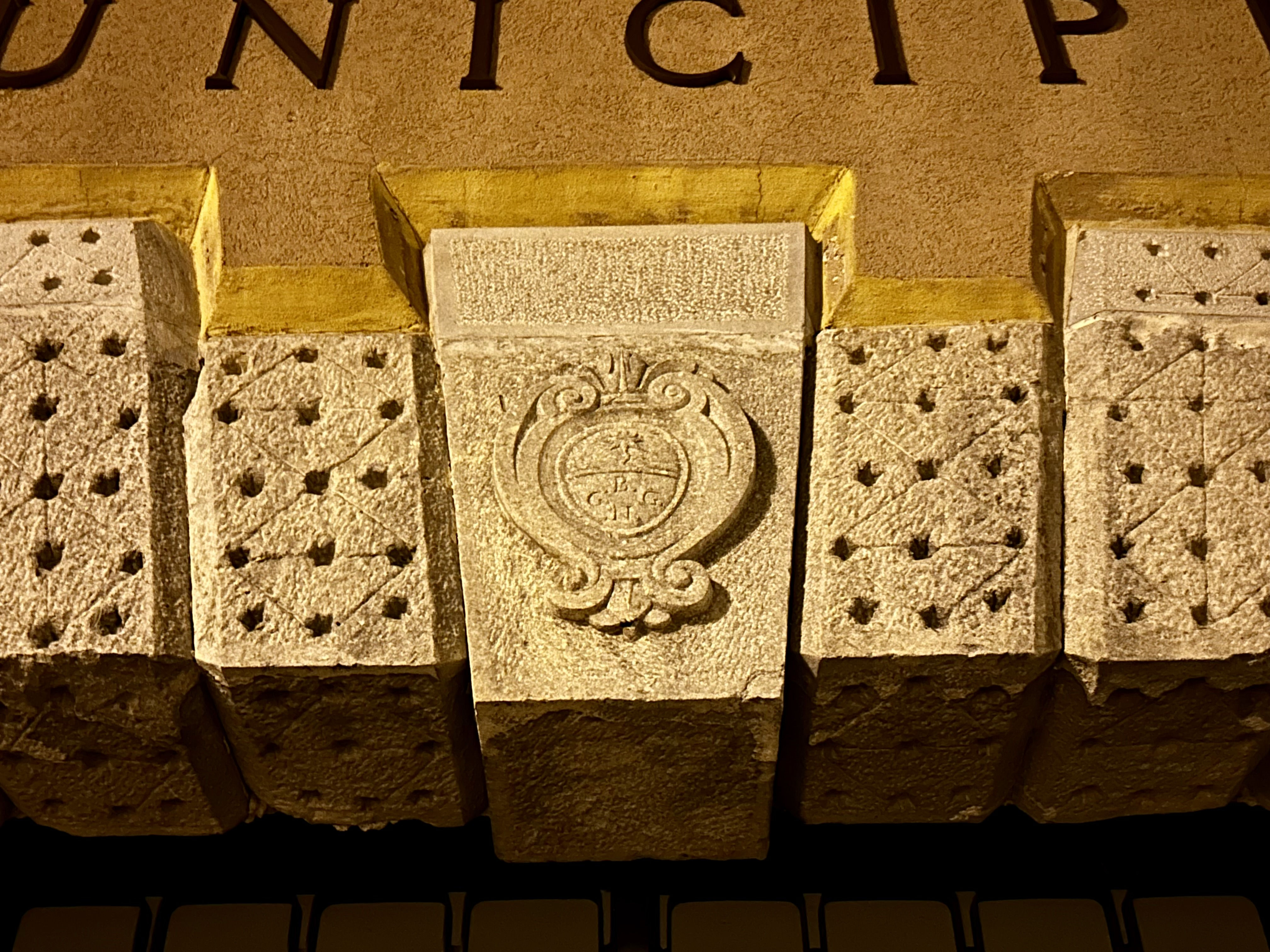
Stemma dei notai Greatti di Pasian Schivonesco recante l’acronimo G.B.G.N. (Gio Batta Greatti Notaio)

Giuseppe Greatti nacque a Pasian Schiavonesco (oggi Basiliano), presso Udine, nel palazzo Greatti (attuale municipio di Basiliano) da Felice Antonio Greatti e Giuseppina Romano. Di famiglia borghese, che per parte sia paterna sia materna aveva annoverato fra i suoi membri notai e uomini di cultura. Lontano zio materno di Greatti fu il dottor Gio Giacomo Romano, medico primario presso la regina di Polonia Maria Luisa di Gonzaga-Nevers nel XVII secolo. Fin dalla giovane età si distinse per l’intelligenza e la vivacità intellettuale. Fu avviato agli studi presso i Barnabiti di Udine, dove approfondì le discipline umanistiche e filosofiche. Proseguì poi la sua formazione teologica al Seminario di Udine, dove studiò sotto docenti di spicco come Antonio Beltrame e Paolo Parussatti, ottenendo una solida preparazione in morale e dogmatica.
Greatti fu ordinato sacerdote il 16 marzo 1782 dall'arcivescovo Giangirolamo Gradenigo. Nel 1781, già durante il percorso di preparazione sacerdotale, si iscrisse all’Università di Padova, dove raggiunse il fratello maggiore Gian Francesco e conseguì nel 1785 il dottorato in utroque iure (diritto civile e canonico), entrando così in contatto con alcuni dei più importanti ambienti culturali della Serenissima.

## Carriera accademica e letteraria
A Padova, Greatti si inserì con successo nel vivace panorama culturale, diventando membro e successivamente bibliotecario dell’Accademia Patavina. Nel 1791 presentò una delle sue opere più significative, “Esame critico della vita di Cicerone scritta da Plutarco”, che ricevette il plauso del suo maestro Melchiorre Cesarotti, uno degli intellettuali più influenti dell’epoca. Cesarotti, di cui Greatti fu un allievo, scrisse il 2 marzo 1806 in una lettera indirizzata al conte Francesco Rizzo: “Godo che vi siate affezionato di più a Greatti, che ha un cuore dei buoni e dei rari e più di talento e di spirito che soleano credere i Veneziani. Il mal è ch'egli è più sollecito del ben degli altri che del proprio, e temo che per far troppo la corte a quella povera fallita che si chiama onestà, e a quella schizzinosa che si chiama delicatezza, abbia lasciato scappare la sua fortuna”.
La sua produzione letteraria si concentrò inizialmente su componimenti d’occasione, come “Gli Elisi” (1785) e “Versi sciolti”(1786), dedicati a celebrazioni matrimoniali e religiose. Tra le sue opere si segnalano anche traduzioni di opere europee, tra cui “Il Cid” di Corneille e “L’ultima epistola di Eloisa ad Abelardo” di Alexander Pope. La sua apertura alla cultura europea lo rese un pioniere nella diffusione della letteratura inglese in Italia.
Frequentò anche i salotti intellettuali di Venezia e Udine, tra cui quello della contessa Lavinia Dragoni-Florio, dove si confrontò con personalità di spicco della cultura e della politica dell’epoca.

## Attività politica

#### Presidente della municipalità di Padova

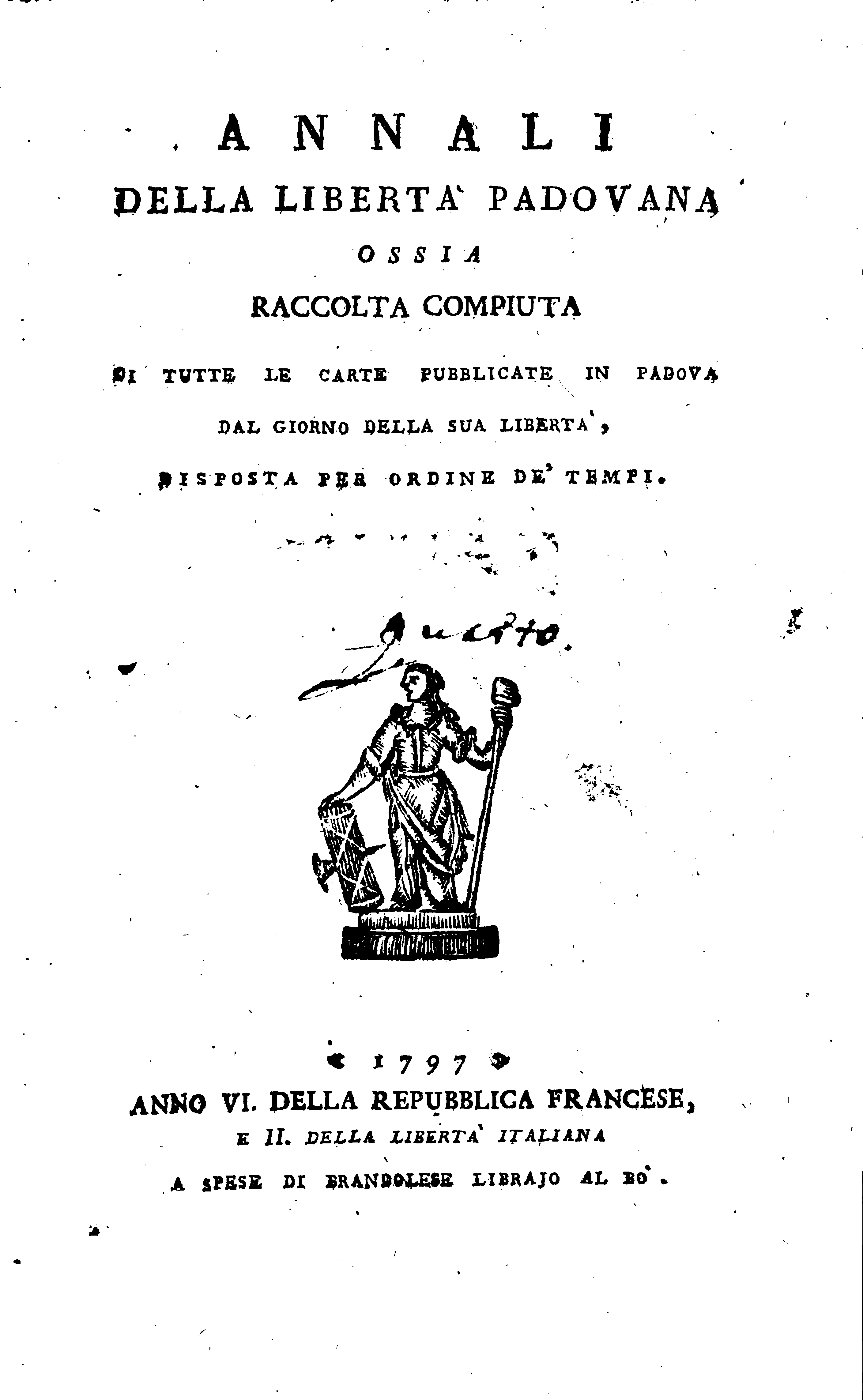
Gli Annali della libertà padovana contengono i decreti pubblicati dalla Municipalità di Padova nel corso del 1797

L’entusiasmo di Greatti per le idee illuministe e rivoluzionarie lo spinse a partecipare attivamente alla vita politica. Nel giugno 1797 aderì con fervore al nuovo governo rivoluzionario instaurato a Padova dopo la caduta della Repubblica di Venezia. Fu uno degli organizzatori della municipalità patavina, della quale divenne il presidente. In questa veste e in stretta collaborazione con il generale Massena fu relatore di importanti decreti, tra cui quello sulla soppressione degli enti religiosi e la demanializzazione dei loro beni.
Nello stesso anno, fu inviato in missione a Udine per convincere le autorità locali ad aderire agli ideali rivoluzionari. La missione aveva presumibilmente lo scopo di creare le basi e gli accordi per il congresso che si tenne a Venezia nell'ottobre 1797 nel tentativo di formare con a capo Venezia una repubblica democratica fra tutte le città della terra ferma ex-veneta. Pare che il focoso abate Greatti lasciandosi trasportare dall'entusiasmo giacobino nel perorare la propria causa in un caffè del centro di Udine, fosse giunto a forti scontri verbali con alcuni
illustri udinesi di opposto pensiero politico, minacciandoli fortemente. Pertanto, adirato, fece arrestare costoro dal generale Bernadotte che allora teneva occupata Udine, suscitando una viva apprensione nella città. I detti personaggi furono poi
lasciati liberi per intervento di diplomatici austriaci. Il suo atteggiamento spesso polemico e la sua "focosità di temperamento" gli causarono aspre critiche da parte dei suoi avversari, come riportato dal cronista anti-napoleonico Locatello, che lo definì "burattino e millantatore".

#### L’esilio a Milano
Il fallimento del congresso di Venezia e la cessione dei territori veneti all’Austria con il trattato di Campoformio, fece finire ben presto l’abate nel mirino dei nuovi dominatori. Nel 1798, Greatti venne rimosso dal governo austriaco dall'Accademia di Padova ed esiliato. Si trasferì a Milano, dove per qualità professionali e per virtù politiche fu nominato direttore della Biblioteca Nazionale Braidense, ruolo che ricoprì dal 1800 al 1803. Tuttavia, per poco chiare vicende politiche, fu arrestato e destituito, e nel 1803 si ritirò definitivamente nel nativo Friuli, col quale non aveva, peraltro, mai interrotto i contatti

#### Commissario imperiale
Dopo un periodo di declino politico, Greatti tornò in auge nel novembre 1805, quando il generale Andrea Massena lo nominò commissario organizzatore del governo centrale del Friuli durante l’occupazione napoleonica..  Il governo fu istituito il 18 novembre 1805 e fu pubblicato il seguente manifesto: 
IL COMMISSARIO ORGANIZZATORE AGLI ABITANTI DEL FRIULI
È questo il primo giorno dell'installamento del Provvisorio Centrale Governo di questa Provincia del Friuli. Il Commissario Organizzatore nella scelta degli Individui, che lo compongono si lusinga con fondamento di aver dimostrato, che il voto del suo cuore è quello del bene della sua Provincia, a cui si professò mai sempre attaccato per genio, come lo è per origine.
Cotesti Individui animati vivamente dal patrio zelo, non mancheranno al certo di adoperare ogni loro sforzo, onde equilibrare possibilmente i gravi pesi, che vanno a sovrastare a questa Provincia. Se non potranno far fronte a quella parte dei mali, che nelle difficili attuali circostanze sono inevitabili, procureranno almeno di mitigarne il senso loro doloroso.
Facendo però dal canto loro ogni possibile sforzo, osano attendersi dai loro Concittadini una pari corrispondenza. Concorrano dessi a circondarli colla loro fiducia, e sorga fra i Governanti ed i governati una nobile gara per il maggior bene possibile della Patria comune.
I tempi disastrosi in cui nasce questo Governo inducano vieppiù la necessità di tal gara; ma questi tempi cesseranno fra poco. Un più lieto ordine di cose, andrà fra non molto a verificarsi. Sia questa consolante prospettiva innanzi agli occhi di tutti, e traggasi quindi un salutare conforto ed utile incoraggiamento.
Udine, 18 novembre 1805.
GIUSEPPE GREATTI Commissario organizzatore
Del ruolo di Greatti quale commissario plenipotenziario scrive il conte Caimo: 
“Carteggia direttamente coi capi dello stato, ed a lui prima che ad ogni altro, il comandante militare della città partecipa con lettera ufficiale l'armistizio conchiuso il 6 dicembre ad Austerlitz dopo l'epica vittoria napoleonica, che su quei campi spezzava la terza coalizione europea. Ha però l'accortezza di non figurare, almeno i conservati elenchi di nomi il suo non recano, nel continuo succedersi di signorili ritrovi, di parate fastose, di soupes, di balli coll'ammirata danza la schiava, di solennità sacre laudative, che allora, come prima e dopo, e fino a tardo virile risentimento, in ogni mutar di scena politica, fosse di re-pubblica, d'impero o di regno, formavano, pur framezzo al frastuono di secolari istituzioni ruinanti od offese, la gaia nota di questa nostra popolazione accomodevole e godereccia.”
La sua attività di governo si concluse pochi mesi dopo, ma egli continuò a sostenere con fervore le idee napoleoniche fino alla fine della sua vita. Dall'indice dei ms. alla biblioteca del Seminario di Padova a p. 621 risulta inoltre che Greatti fu preconizzato in quest'epoca arciprete di Codroipo, ove tuttavia non pare essere mai andato. Per contro, proprio in questo periodo avvenne la sua iscrizione alla massoneria

### Nel consiglio generale del Dipartimento di Passariano
Il 22 dicembre 1807 Greatti fu nominato membro del Consiglio generale del Dipartimento di Passariano, istituito in seguito all’organizzazione territoriale napoleonica nel Regno d’Italia. Il Consiglio era composto da rappresentanti delle élite locali, in prevalenza proprietari terrieri, professionisti o notabili, scelti in base al censo e spesso nominati direttamente dal governo. La metà dei consiglieri doveva possedere proprietà fondiarie e buona condizione economica, con l’altra metà selezionata tra i proprietari o la piccola nobiltà della zona. L’organo aveva competenza consultiva soprattutto sull’approvazione del bilancio dipartimentale e sulle nomine dei funzionari locali, affiancando il prefetto nel governo amministrativo del territorio.

## Ultimi anni e produzione letteraria
Negli ultimi anni della sua vita, Greatti, ormai ritiratosi in Friuli, concentrò i suoi sforzi sulla produzione letteraria e sull’attività culturale. Fu segretario dell’Accademia Aquileiese-Agraria, promuovendo studi sull’agricoltura e la società civile. Tra le sue opere più rilevanti di questo periodo si annoverano “L’oracolo di Pronea”(1811) e “La pace” (1805), componimenti poetici ispirati agli eventi napoleonici.
Nel dicembre 1811 accettò la carica di rettore del Collegio Anton Lazzaro Moro di San Vito al Tagliamento, dove cercò di introdurre un programma educativo ispirato alle teorie di Johann Heinrich Pestalozzi. In questa stessa atmosfera di riforma il Greatti fece rivivere nel 1811 l'Accademia di Udine.
Continuò inoltre a intrattenere rapporti epistolari con importanti figure dell’epoca, tra cui Ugo Foscolo, a cui dedicò una lettera critica sui “Sepolcri”. Morì il 27 febbraio 1812 a San Vito al Tagliamento.

## Opere principali
- Gli Elisi (1785)
- Versi sciolti (1786)
- Esame critico della vita di Cicerone scritta da Plutarco (1791) Leggi
- Traduzione di “Il Cid” di Corneille (1794)
- Lettera a Sua Eccellenza Eva Baraguey-d’Hilliers, sul carme Dei Sepolcri del signor Ugo Foscolo e sulle due versioni del primo canto dell’Iliade, l’una del signor Foscolo medesimo, l’altra del signor cavalier Vincenzo Monti, Brescia, Tipografia Bettoni, 1808 Leggi
- L’oracolo di Pronea (1811)